# Wladimir Alves de Souza
 Wladimir Alves de Souza  (Rio de Janeiro, 1908 -  1964) foi um arquiteto, restaurador, decorador e professor brasileiro, com relevante participação no mundo acadêmico. Formou-se em Arquitetura em 1930, na Escola Nacional de Belas Artes (ENBA) do Rio de Janeiro.

## Carreira acadêmica
Em 1938, Wladimir se tornou professor catedrático na ENBA, atual Faculdade de Arquitetura e Urbanismo (FAU) da Universidade Federal do Rio de Janeiro, onde havia se formado. Atuou inicialmente nas áreas de Teoria e Filosofia da Arquitetura, ocupando posteriormente, por duas vezes, o cargo de diretor da Escola Nacional de Belas Artes. 
Em 1944, em companhia de alunos da Faculdade Nacional de Arquitetura, realizou conferências acerca da Arquitetura Brasileira no Instituto Superior Técnico de Lisboa. Em 1949, na Escola de Belas Artes da cidade do Porto, proferiu comunicação sobre a Arquitetura Brasileira em face das Arquiteturas Contemporâneas.

## Atuação com arquiteto

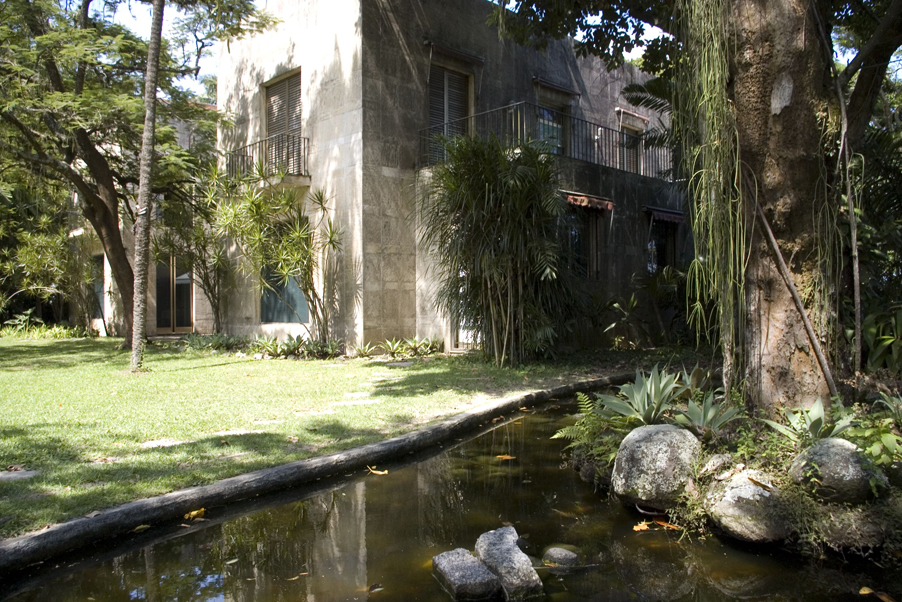
Chácara do Céu

Embora vários de seus projetos residenciais tenham seguido a tendência modernista da época, Wladimir foi um arquiteto versátil, ajustando  seus projetos de acordo com os desejos de seus clientes, numa grande variedade de estilos.
Um dos projetos mais conhecidos de Wladimir é a Chácara do Céu, hoje Museu da Chácara do Céu, residência encomendada pelo industrial, mecenas e colecionador Raymundo Ottoni de Castro Maya para abrigar sua coleção de arte. O estilo da residência, localizada no alto do bairro de Santa Teresa, no Rio de Janeiro, apresenta um contraponto das linhas modernas com a decoração que, por vezes, se aproxima da Art Déco. A obra apresenta ainda uma forte integração com o entorno, representado pelo jardim de Roberto Burle Marx.
Outro é a mansão que projetou nos anos 1970 para o antigo proprietário das lojas Mesbla, também no Bairro de Santa Teresa, que hoje é uma villa chamada Chez Georges.

## Atuação com restaurador
Wladimir teve importantes participações na restauração de construções históricas do Rio de Janeiro, como na Capela Mayrink, localizada no Parque Nacional da Tijuca e nos portais da Floresta da Tijuca. 
Em São Paulo, atuou na restauração no Solar da Marquesa de Santos, construção do século XVII, e do Museu da Casa Brasileira (MCB).
Em Salvador, participou da restauração do Pelourinho e do antigo Convento de Santa Teresa, onde hoje funciona o Museu de Arte Sacra da Universidade Federal da Bahia.

## Publicações
Além de diversos artigos acadêmicos, Wladimir publicou os livros Aspectos da Arte Brasileira e O Espaço Barroco.